# Глебово-Избище
Глебово-Избище — деревня в Букарёвском сельском поселении Истринского района Московской области. Население — 150 чел. (2010).

## История
Глебово-Избище имеет статус деревни, состоящей из 32 деревянно-кирпичных дома, Октябрьской птицефабрики, трех 2-хэтажных домов, возведённых при строительстве птицефабрики, детского приюта (бывший детский сад) и общественной бани. Деревня находится в окружении полей и лесов. В 2000 году деревня была газифицирована.
Село Глебово-Избище возникло в середине XVII века, и когда-то называлось Избища Глебова. Как считал Е. Поспелов, Глебово получило своё название по имени одного из своих владельцев. Однако, судя по документам, среди них не было человека, носившего фамилию Глебов. До конца XVIII века оно принадлежало стольнику И. Ф. Полтеву и его наследникам, от них село перешло к надворному советнику В. И. Окунькову. Затем, с середины XIX века, Глебовым владел граф А. Зубов, от него село перешло к его сестре, Ольге Николаевне Талызиной. С 1872 года оно переходило от владельца к владельцу. Как предполагает Б. Вагнер, своё название оно получило от первого жителя по имени Глеб. 
По бумагам 1862 года — сельцо Глебово, рядом с которым располагалась деревня Избищи. Топоним с суффиксом -ище (-ища) означает, что ранее на этом месте располагался, а потом исчез какой-либо объект или предмет. Здесь деревня возникла на месте, где находились одна или несколько изб.
В 1932 году два населённых пункта объединились в один, получивший сначала название Глебово-Избища, которое со временем трансформировалось в Глебово-Избище. 
В середине XX века деревня называлась Сталино, при ней существовал колхоз им. Сталина. В 1968 г. начали строиться птичники. Колхоз превратился в Октябрьскую птицефабрику Глебовского птицеводческого объединения.
В 1994 году в деревне построен приют для несовершеннолетних.

## Достопримечательности
В деревне сохранился парк бывшей усадьбы композитора, певца, поэта и художника К. С. Шиловского, в которой бывали П. И. Чайковский и А. П. Чехов. 

## Население
| 2002 | 2006 | 2010 |
| ---- | ---- | ---- |
| 99   | ↗140 | ↗150 |